# سورين بروستروم
سورين بروستروم (من مواليد 4 يونيو 1965) هو طبيب وعالم دنماركي متخصصة في أمراض النساء والتوليد، ويشغل حاليًا منصب المدير العام الحالي لهيئة الصحة الدنماركية. في مايو 2021 انتخب بروستروم عضوًا في المجلس التنفيذي لمنظمة الصحة العالمية من قبل جمعية الصحة العالمية.
كان بروستروم سابقًا عضوًا (من 2017) ونائب رئيس (من 2018) ورئيسًا (اعتبارًا من 2019) للجنة الدائمة للجنة الإقليمية الأوروبية، وكذلك (بحكم المنصب) نائبًا الرئيس التنفيذي للجنة منظمة الصحة العالمية الإقليمية لأوروبا (الدورة 69؛ 2019-2020). شغل هذه المناصب خلال جائحة كوفيد 19، وبصفته رئيسًا تولى قيادة إدارة الأزمات باللجنة والاستجابة لها.
قبل أن يصبح مديرًا عامًا في عام 2015 عمل بروستروم اعتبارًا من سبتمبر 2011 كمدير لقسم المستشفيات وإدارة الطوارئ، وكذلك في هيئة الصحة الدنماركية. عمل بروستروم رئيسًا للأطباء في مستشفى هيرليف وأستاذًا مشاركًا في جامعة كوبنهاغن قبل أن ينضم إلى هيئة الصحة الدنماركية.
بعد جائحة كوفيد أصبح بروستروم شخصية عامة بارزة في الدنمارك، حيث لعب دورًا رئيسيًا في الاستجابة الدنماركية لـ كوفيد 19، والذي تم وصفه بأنه أحد أكثر الشخصيات نجاحًا في أوروبا. في الدنمارك أصبح معروفًا على نطاق واسع باسم «جنرال الهالة»، وتم الإشادة به بشكل خاص «لمباشرته ووضوحه في الحديث» واعتماده على الحقائق والمنطق.